# Локомотив (стадион, Мездра)
Вижте пояснителната страница за други значения на Стадион „Локомотив“.
Стадион Локомотив е мултифункционален стадион в Мездра. Използва се главно за футболни мачове на Локомотив 1929 и Локомотив 2012, а в миналото и на автентичния „ПФК Локомотив (Мездра)“. Стадионът е построен през 1946 г. с капацитет 5000 души. Размерите на игрището са дължина 105 метра, ширина 68 метра.